# Linha Mason–Dixon

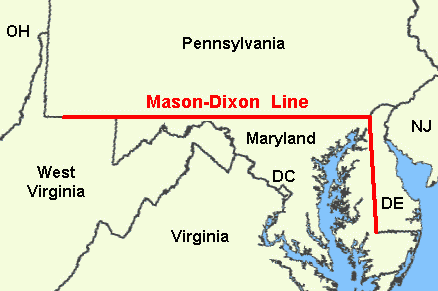
A Linha Mason-Dixon original

A Linha Mason–Dixon é um limite de demarcação entre quatro estados dos Estados Unidos. Faz parte das fronteiras da Pensilvânia, Virgínia Ocidental, Delaware e Maryland. O levantamento da linha de fronteira foi feito quando esses territórios eram ainda colônias inglesas. Depois de a Pensilvânia ter começado a abolir a escravatura em 1781, a parte oeste desta linha e o rio Ohio tornaram-se a fronteira entre os estados escravagistas e os abolicionistas (o Delaware, que se encontra a este desta linha, permaneceu como estado escravagista).
Na cultura popular, e especialmente desde o chamado Compromisso do Missouri de 1820, usa-se simbolicamente a linha Mason–Dixon como uma fronteira cultural que divide o norte e o sul dos Estados Unidos.
A linha Mason–Dixon foi traçada por Charles Mason et Jeremiah Dixon entre 1763 e 1767 para resolver um conflito de fronteiras na América do Norte colonial. Tanto o estado de Maryland como o de Pensilvânia reclamavam a terra entre os paralelos 39 N e 40 N, de acordo com as cartas que constituíram cada colônia.
Em meados da década de 1730 estourou uma guerra entre os colonos para traçar a fronteira entre Pensilvânia e Maryland. O tema não se resolveu até à intervenção da coroa em 1760, ordenando a Frederick Calvert, sexto barão Baltimore, que aceitasse um acordo de 1732. Como parte do acordo, os Penn e os Calvert encarregaram uma equipe inglesa, formada por Charles Mason e Jeremiah Dixon, do levantamento topográfico das fronteiras recém-estabelecidas entre a província de Pensilvânia, a de Maryland, o condado de Delaware e partes da colônia e antigo domínio de Virgínia.